# Phalaenopsis
Phalaenopsis, abreujat com Phal en el comerç de les orquídies, és un gènere d'orquídies que compta amb unes 60 espècies. Phalaenopsis és una de les orquídies comercialment més populars, a través del desenvolupament dels seus híbrids artificials. S'utilitzen com planta d'interior.

## Descripció
El nom genèric significa "similar a Phalaena" en referència al nom donat per Carl von Linné a un grup de grans arnes (lepidòpters); les flors d'algunes espècies se semblen suposadament a aquestes arnes en vol.
Són originàries del sud-est d'Àsia des de l'Himàlaia a les illes de Polillo, Palawan i Zamboanga del Norte a Mindanao a les Filipines i el nord d'Austràlia. L'Illa orquídia de Taiwan rep el nom per aquest gènere.
La majoria són epífites i plantes d'ombra, unes poques són litòfites.
No tenen ni pseudobulbs ni rizomes, Phalaenopsis mostra un hàbit de creixement monopòdic. a seva inflorescència ja sia un racem o una panícula apareix entre les fulles. Floreixen durant algunes setmanes. A les llars la flor dura de dos a tres mesos.
Algunes espècies de Phalaenopsis a Malàisia fan servir pistes subtils per coordinar una florida en massa.

## Classificació
El gènere es classifica en dos grups :
- Un grup d'espècies amb inflorescències amb inflorescències llargues i embrancades (fins a 1 m de llarg) i flors grans arrodonides.
- Un grup d'espècies amb tiges curtes i flors ceroses menys arrodonides de colors més pronunciats.

Segons la classificació de Raunkiær són epífites.
Basat en evidència de l'ADN, els gèneres Doritis Lindl. i Kingidium P.F.Hunt actualment s'inclouen dins Phalaenopsis.
Els híbrids són més adaptables a les condicions artificails que les espècies botàniques. Molts són híbrids de Phalaenopsis amabilis, Phalaenopsis schilleriana o Phalaenopsis stuartiana.

## Taxonomia
- Phalaenopsis amabilis

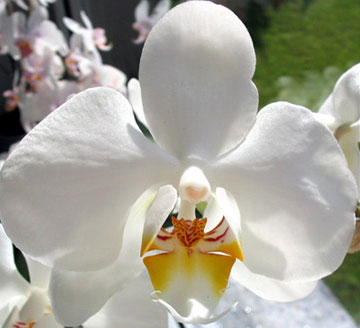
Phalaenopsis, cultivar, possiblement 'Aphrodite'

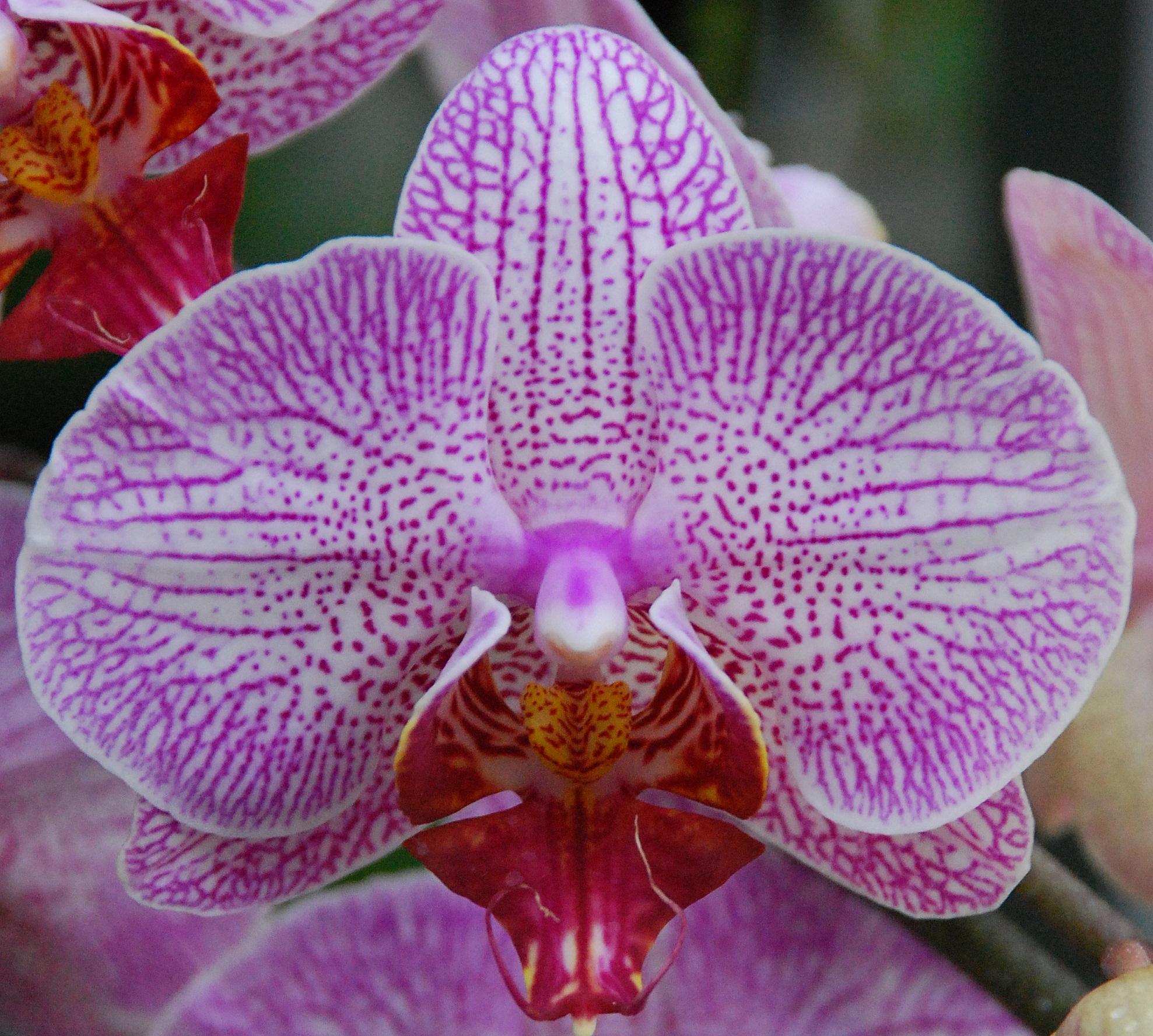
Phalaenopsis, cultivar

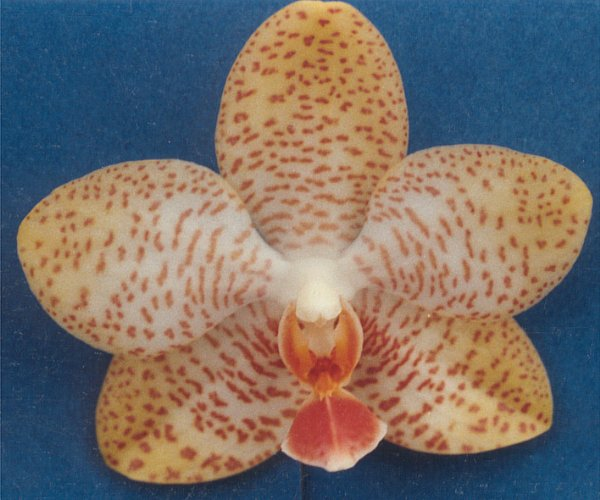
Phalaenopsis (Barbara Moler x Johanna)

  - Phalaenopsis amabilis subsp. amabilis.
  - Phalaenopsis amabilis subsp. amabilis forma Grandiflora.
  - Phalaenopsis amabilis subsp. moluccana.
  - Phalaenopsis amabilis subsp. rosenstromii.
- Phalaenopsis amboinensis.
  - Phalaenopsis amboinensis var. amboinensis.
  - Phalaenopsis amboinensis var. flavida (Sulawesi)

- Phalaenopsis aphrodite.

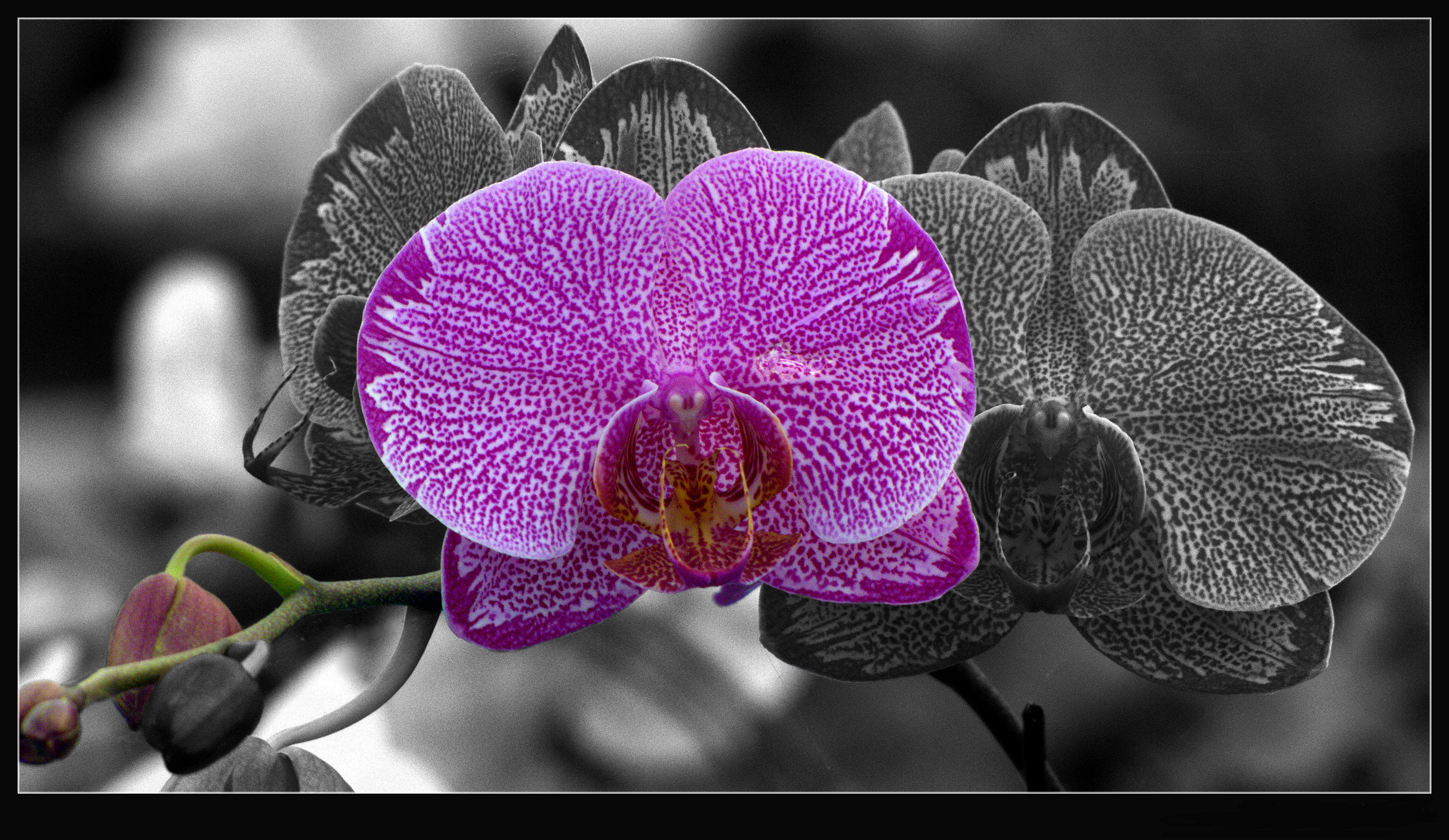
Pink Phalaenopsis

  - Phalaenopsis aphrodite subsp. aphrodite.
  - Phalaenopsis aphrodite subsp. formosana.
- Phalaenopsis appendiculata.
- Phalaenopsis bastianii (Luzon).
- Phalaenopsis bellina (Borneo).
- Phalaenopsis borneensis (Borneo).
- Phalaenopsis braceana.
- Phalaenopsis buyssoniana (Indoxina)
- Phalaenopsis celebensis (Sulawesi)
- Phalaenopsis chibae (Vietnam)

- Phalaenopsis cochlearis
- Phalaenopsis corningiana (Borneo)
- Phalaenopsis cornu-cervi
- Phalaenopsis deliciosa

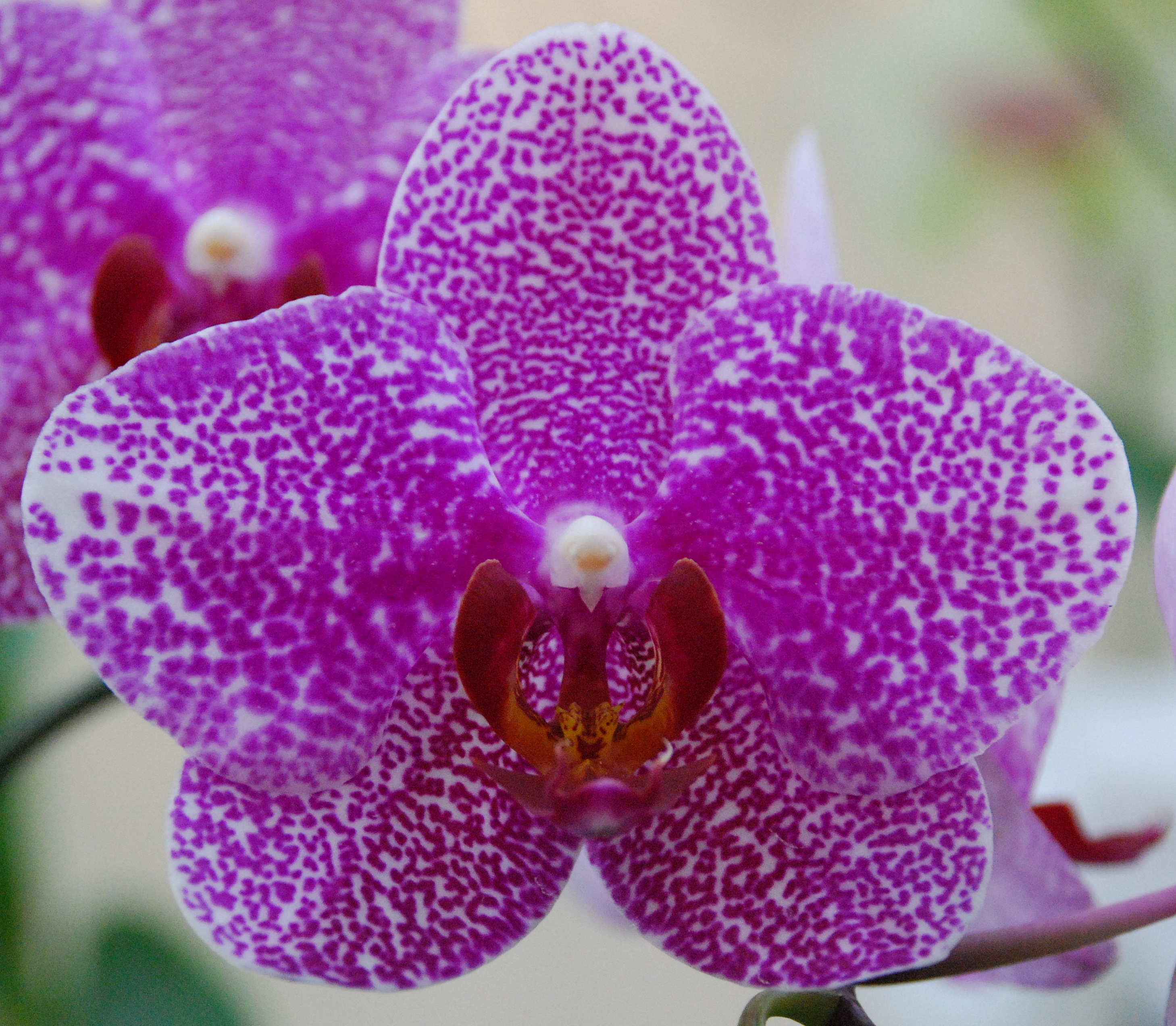
Phalaenopsis al Jardí Botànic de Washington D.C.

  - Phalaenopsis deliciosa subsp. deliciosa
  - Phalaenopsis deliciosa subsp. hookeriana
  - Phalaenopsis deliciosa subsp. philippinensis
- Phalaenopsis doweryënsis.
- Phalaenopsis equestris
  - Phalaenopsis equestris var. alba
  - Phalaenopsis equestris var. aurantiacum
  - Phalaenopsis equestris f. aurea (sinònim del nom acceptat Phalaenopsis equestris (Schauer) Rchb.f.,, 1850)
  - Phalaenopsis equestris var. coerulea
  - Phalaenopsis equestris f. cyanochila (sinònim del nom Phalaenopsis equestris (Schauer) Rchb.f.,, 1850)
  - Phalaenopsis equestris var. leucaspis
  - Phalaenopsis equestris var. leucotanthe
  - Phalaenopsis equestris var. rosea (sinònim del nom Phalaenopsis equestris (Schauer) Rchb.f.,, 1850)
- Phalaenopsis fasciata (the Philippines).
- Phalaenopsis fimbriata (Sumatra, Java i Borneo).
- Phalaenopsis floresensis.
- Phalaenopsis fuscata
- Phalaenopsis gibbosa (Vietnam).

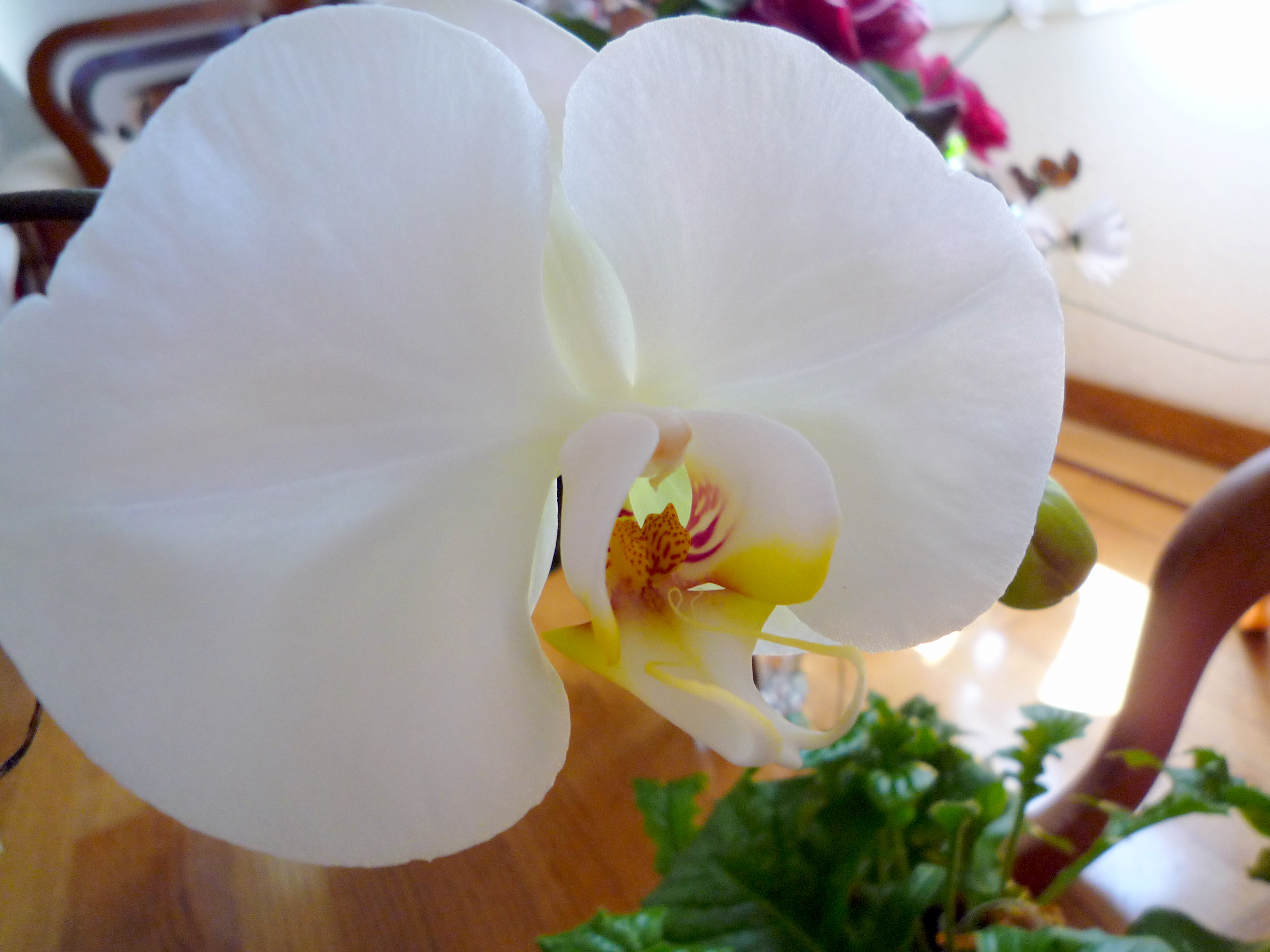
Phalaenopsis, cultivars

- Phalaenopsis gigantea (Borneo a Java).
- Phalaenopsis hainanensis (Xina - Hainan i Yunnan).
- Phalaenopsis hieroglyphica.
  - Phalaenopsis hieroglyphica var. Alba
- Phalaenopsis honghenensis.
- Phalaenopsis inscriptiosinensis
- Phalaenopsis javanica.
- Phalaenopsis kunstleri.
- Phalaenopsis lamelligera.
- Phalaenopsis lindenii.
  - Phalaenopsis lindenii var. alba
- Phalaenopsis lobbii.
- Phalaenopsis lowii.

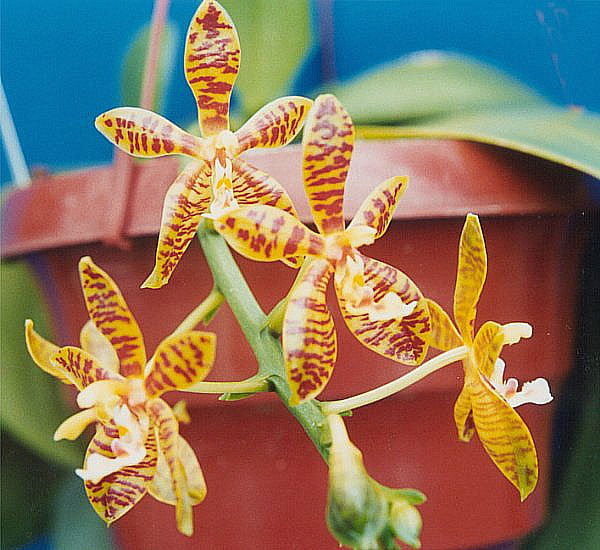
Phalaenopsis Mambo (una cultivar híbrida)

- Phalaenopsis lueddemanniana.

- - Phalaenopsis lueddemanniana var. delicata
  - Phalaenopsis lueddemanniana var. ochracea
- Phalaenopsis luteola.
- Phalaenopsis maculata.
- Phalaenopsis malipoensis Z.J.Liu & S.C.Chen
- Phalaenopsis mannii.
- Phalaenopsis mariae.
- Phalaenopsis micholitzii.
- Phalaenopsis modesta (Borneo).
- Phalaenopsis mysorensis.
- Phalaenopsis pallens.
- Phalaenopsis pantherina (Borneo).
- Phalaenopsis parishii.
- Phalaenopsis petelotii (Vietnam)
- Phalaenopsis philippinensis.
- Phalaenopsis pulcherrima Abans classificat com Doritis.
- Phalaenopsis pulchra.
  - Phalaenopsis pulchra var. Alba
- Phalaenopsis regnieriana.
- Phalaenopsis reichenbachiana.

- Phalaenopsis robinsonii.
- Phalaenopsis sanderiana.

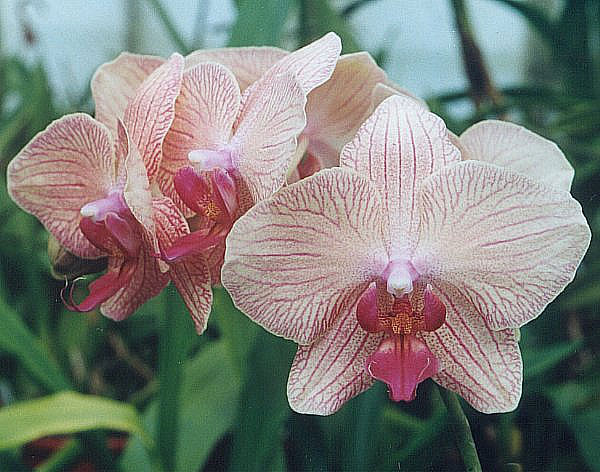
Phalaenopsis Nivacolor (un cultivar híbrid)

  - Phalaenopsis sanderiana var. Alba
  - Phalaenopsis sanderiana var. Marmorata
- Phalaenopsis schilleriana.
  - Phalaenopsis schilleriana var. immaculata
- Phalaenopsis speciosa.
- Phalaenopsis stobartiana
- Phalaenopsis stuartiana.
  - Phalaenopsis stuartiana var. nobilis
  - Phalaenopsis stuartiana var. punctatissima
- Phalaenopsis sumatrana.
- Phalaenopsis taenialis
- Phalaenopsis tetraspis.
- Phalaenopsis venosa (Sulawesi).
- Phalaenopsis violacea (Malaia a Sumatra).).
- Phalaenopsis viridis (Sumatra).
- Phalaenopsis wilsonii (Xina - sud-est del Tibet a Guangxi).
- Phalaenopsis zebrina (Borneo).

## Híbrids naturals
- Phalaenopsis × amphitrita (P. sanderiana × P. stuartiana; Mindanao -)
- Phalaenopsis × gersenii (P. sumatrana × P. violacea; Borneo, Sumatra)
- Phalaenopsis hieroglyphica × lueddemanniana (P. hieroglyphica x P. lueddemanniana; (Filipines)
- Phalaenopsis × intermedia (P. aphrodite × P. equestris; Star of Leyte; Leyte - Filipines) 
  - Phalaenopsis × intermedia var. Diezii (P. aphrodite × P. equestris; Star of Leyte; Leyte -)
- Phalaenopsis × leucorrhoda (P. aphrodite × P. schilleriana; Luzon -)
- Phalaenopsis × rothschildiana (P. amabilis × P. schilleriana; Luzon -)
- Phalaenopsis x schilleriano-stuartiana (P. schilleriana × P. stuartiana; Leyte -)
- Phalaenopsis × singuliflora (P. bellina × P. sumatrana; Borneo)
- Phalaenopsis × veitchiana (P. equestris × P. schilleriana; Luzon i Leyte -)

## Híbrids intergenèrics
- ×Aeridopsis (Aerides × Phalaenopsis)
- ×Arachnopsis (Arachnis × Phalaenopsis)
- ×Asconopsis (Ascocentrum × Phalaenopsis)
- ×Beardara (Ascocentrum × Doritis × Phalaenopsis)
- ×Bogardara (Ascocentrum × Phalaenopsis × Vanda × Vandopsis)
- ×Bokchoonara (Arachnis × Ascocentrum × Phalaenopsis × Vanda)
- ×Cleisonopsis (Cleisocentron × Phalaenopsis)
- ×Devereuxara (Ascocentrum × Phalaenopsis × Vanda)
- ×Diplonopsis (Diploprora × Phalaenopsis)

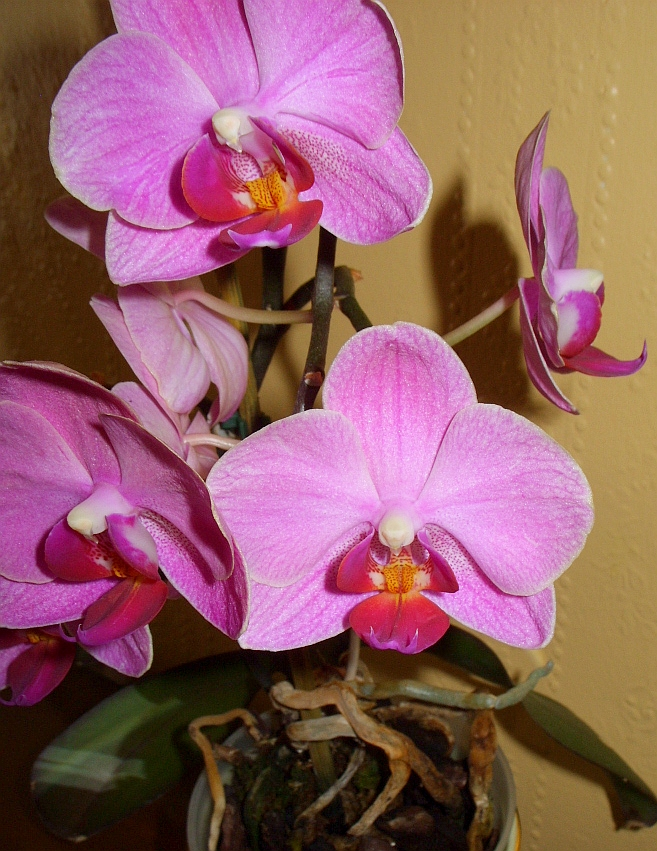
Phalaenopsis rosa

- ×Doriellaopsis (Doritis × Kingiella × Phalaenopsis)
- ×Doritaenopsis (Doritis × Phalaenopsis)
- ×Dresslerara (Ascoglossum × Phalaenopsis × Renanthera)
- ×Edeara (Arachnis × Phalaenopsis × Renanthera  × Vandopsis)
- ×Ernestara (Phalaenopsis × Renanthera  × Vandopsis)
- ×Eurynopsis (Eurychone × Phalaenopsis)
- ×Hagerara (Doritis × Phalaenopsis × Vanda)
- ×Hausermannara (Doritis × Phalaenopsis × Vandopsis)
- ×Himoriara (Ascocentrum × Phalaenopsis × Rhynchostylis × Vanda)
- ×Isaoara (Aerangis × Ascocentrum × Phalaenopsis × Vanda)
- ×Laycockara (Arachnis × Phalaenopsis × Vandopsis)
- ×Lichtara (Doritis × Gastrochilus × Phalaenopsis)
- ×Luinopsis (Luisia × Phalaenopsis)
- ×Lutherara (Phalaenopsis × Renanthera  × Rhynchostylis)
- ×Macekara (Arachnis × Phalaenopsis × Renanthera  × Vanda × Vandopsis)
- ×Meechaiara (Ascocentrum × Doritis × Phalaenopsis × Rhynchostylis × Vanda)
- ×Moirara (Phalaenopsis × Renanthera  × Vanda)
- ×Nakagawaara (Aerides × Doritis × Phalaenopsis)
- ×Owensara (Doritis × Phalaenopsis × Renanthera)
- ×Parnataara (Aerides × Arachnis × Phalaenopsis)
- ×Paulara (Ascocentrum × Doritis × Phalaenopsis × Renanthera  × Vanda)
- ×Pepeara (Ascocentrum × Doritis × Phalaenopsis × Renanthera)
- ×Phalaerianda (Aerides × Phalaenopsis × Vanda)
- ×Phalandopsis (Phalaenopsis × Vandopsis)
- ×Phalanetia (Neofinetia × Phalaenopsis)
- ×Phaliella (Kingiella × Phalaenopsis)
- ×Phalphalaenopsis (Phalaenopsis × Paraphalaenopsis
- ×Pooleara (Ascocentrum × Ascoglossum × Phalaenopsis × Renanthera)
- ×Renanthopsis (Phalaenopsis × Renanthera)
- ×Rhynchonopsis (Phalaenopsis × Rhynchostylis)
- ×Rhyndoropsis (Doritis × Phalaenopsis × Rhynchostylis)
- ×Richardmizutaara (Ascocentrum × Phalaenopsis × Vandopsis)
- ×Roseara (Doritis × Kingiella × Phalaenopsis × Renanthera)
- ×Sappanara (Arachnis × Phalaenopsis × Renanthera)
- ×Sarconopsis (Phalaenopsis × Sarcochilus)
- ×Sidranara (Ascocentrum × Phalaenopsis × Renanthera)
- ×Sladeara (Doritis × Phalaenopsis × Sarcochilus)
- ×Stamariaara (Ascocentrum × Phalaenopsis × Renanthera × Vanda)
- ×Sutingara (Arachnis × Ascocentrum × Phalaenopsis × Vanda × Vandopsis)
- ×Trautara (Doritis × Luisia × Phalaenopsis)
- ×Trevorara (Arachnis × Phalaenopsis × Vanda)
- ×Trichonopsis (Phalaenopsis × Trichoglottis)
- ×Uptonara (Phalaenopsis × Rhynchostylis  × Sarcochilus)
- ×Vandaenopsis (Phalaenopsis × Vanda)
- ×Vandewegheara (Ascocentrum × Doritis × Phalaenopsis × Vanda)
- ×Yapara (Phalaenopsis × Rhynchostylis  × Vanda)
- ×Yeepengara (Aerides × Phalaenopsis × Rhynchostylis × Vanda)

## Cultiu dePhalaenopsis
Els Phalaenopsis són fàcils de propagar i de florir sota condicions artificials, ja eren molt populars en l'era victoriana britànica.
A la natura prosperen sota temperatures de 20 a 35 °C però s'adapten a les de 15 a 30 °C; per sota dels 18 °C si estan massa regades les seves arrels es podreixen. Phalaenopsis requireix alta humitat relativa (60-70%) i baixa lluminositat, de 12.000 a 20.000 lux.